# Otto Thomas Solbrig
Otto Thomas Solbrig (Buenos Aires, 21 de dezembro de 1930 – 8 de abril de 2023) foi um ecólogo e evolucionista argentino, radicado nos Estados Unidos da América. Se especializou na biologia das populações vegetais, em particular na interfase entre ecologia, evolução e economia e sua relação com o uso dos recursos naturais e a agricultura na América latina. Também se ateve sobre a história econômica da agricultura na Argentina.

## Estudos
De 1945 a 1948 realizou seus estudos secundários no "Liceu Militar General San Martín" e antes no "Colégio Nacional Mariano Moreno" da cidade de Mar del Plata.
Em 1954 obteve o título de biólogo na Universidade Nacional de La Plata e em 1959 seu doutorado na Universidade da Califórniaem Botânica.
Atualmente ocupa a cátedra "Professor Bussey de Biologia", como emérito, no Departamento de Organísmica e Evolução da Universidade de Harvard.

## Títulos universitários e reconhecimentos
- Ph.D., Universidade da Califórnia, Berkeley, 1959
- Master Honoris Causa, Universidade de Harvard, 1969
- Professor extraordinário honoris causa, Faculdade de Agronomia, Universidade Nacional de La Plata, 1991
- Professor distinguido honoris causa, Universidade Nacional de Mar del Plata, 1993
- Professor honorario honoris causa, Faculdade de Filosofia, Universidade de Buenos Aires, 1995
- Doutor em Agronomia honoris causa, Universidade Nacional de Lomas de Zamora, 1997

Entre as muitas homenagens que tem recebedido durante sua trajetória como pesquisador científico, destaca-se o Prêmio Internacional de Biologia, que lhe foi outorgado em 1998 pela "Associação Japonesa para a Promoção da Ciência" por seus trabalhos em biologia da diversidade.

## Publicações
Publicou 2 livros e mais de 280 artigos em revistas especializadas e gerais.
- 1977. Convergent Evolution in Warm Deserts : An Examination of Strategies and Patterns in Deserts of Argentina and the United States. 333 pp. ISBN 0-87933-276-X
- 1979. Introduction to Population Biology & Evolution. 468 pp. ISBN 0-201-06987-3
- 1994. Biodiversity and Global Change. ISBN 0-85198-931-4
- 1996. Biodiversity and Savanna Ecosystem Processes : A Global Perspectives. 233 pp. ISBN 3-540-57949-4
- 1997. Em coautoria con Jorge Morello: Argentina Granero Del Mundo, Hasta Cuándo : La Degradación Del Sistema Agroproductivo De La Pampa Húmeda Y Sugerencias Para Su Recuperación. Harvard University, Instituto Nacional de Tecnología Agropecuaria (Argentina), UBA. ISBN 987-99791-2-5
- Solbrig, O. T., R. Sarandon, & W. Bossert. 1990. Effect of density on growth rate and population size of a perennial forest herb. Oecologia Plantarum 11: 263-280.
- Solbrig, O. T. 1991. Ecosystems and Global Environmental Change. In R. W. Corell and P. A. Anderson (eds.) Global Environmental Change, pp. 97–108. Berlin: Springer-Verlag.
- Solbrig, O. T., G. Goldstein, E. Medina, G. Sarmiento &J. Silva. 1992. Responses of Tropical Savannas to Stress and Disturbance: A Research Approach. In M. Wali (ed.) Environmental Rehabilitation, vol. 2, pp. 63–73. Netherlands: SPB Academic Publishing.
- Solbrig, O. T. (ed.) 1991. From Genes to Ecosystems: A Research Agenda for Biodiversity. Paris: IUBS. 128 pp.
- Solbrig, O. T. 1993. Evolution of Functional Groups in Plants. In D. Schulze and H. A. Mooney (eds.), The function of Biodiversity in Ecosystems. Heidelberg: Springer
- Solbrig, O. T. 1990. Conservation and Development in Tropical South America. Harvard Papers in Botany 2: 1-10.
- Solbrig, O. T. 1992. Biodiversity, global change and scientific integrity. J. Biogeography 19: 1-2.
- Solbrig, O. T. 1993. Ecological constraints to Savanna land use. In M. D. Young and O. T. Solbrig (eds.) The World's Savannas: Economic Driving Forces Ecological Constrainte pp. 21–48. Paris: Parthenon Press.
- Solbrig, O. T. & D. J. Solbrig. 1994. So Shall you Reap. Washington, D.C.: Island Press.
- Solbrig, O. T., E.,Medina & J. Silva, (eds.). 1995. Biodiversity and Savanna Ecosystem Processes: A Global Perspective . Heidelberg: Springer Verlag (in press).

## Descrições de espécies
Até junho de 2008, Otto Solbrig tinha descrito mais de 30 espécies novas para a ciência, particularmente da família das asteráceas.

## Morte
Solbrig morreu no dia 8 de abril de 2023, aos 92 anos.